# Fly (Nicki Minaj-dal)
A Fly egy dal Nicki Minaj amerikai rappertől és Rihanna barbadosi énekesnőtől. A szám producere J.R. Rotem és Kevin Hissink volt. A dalt a problémákon való túlszárnyalás és azokból győztesként kikerülés inspirálta. Rengeteg országban ért el slágerlistás helyezéseket a felvétel, többek között Kanadában és az Egyesült Királyságban, főleg a Pink Friday sikerei miatt.
A kritikusok pozitívan vélekedtek a dalról. legtöbbjük szerint inspiráló és különbözik az album többi dalától. A Fly 2011. augusztus 30-án debütált amerikai rádiók műsorain, Minaj nyolcadik, és egyben utolsó kislemezeként első albumáról.

## Háttér
J.R. Rotem, a dal producere (aki dolgozott már Leona Lewis-szal és Britney Spears-szel), egy MTV-nek adott interjú során megemlítette, hogy a szám utolsóként került fel az albumra, sőt, majdnem lemaradt a lemezről.

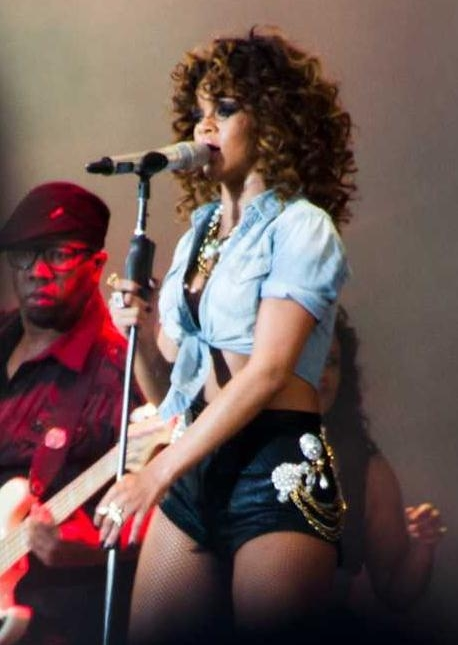
A dal munkálataiban Rihanna is részt vett.

Később Nicki is igen lelkesen számolt be a dalról:
„A Fly az abszolút kedvenceim egyike, Rihannával régóta akartam együtt dolgozni. Igazán büszke vagyok a teljesítményére, főleg mert ő is szigeten született, mint én. Ez egy női képességekről szóló dal. Ugyanakkor nem csak nekik szól. A repülésről, minden egyes utadba kerülő csapással való szembeszállásról beszél (a dal).”

## Videóklip
A számhoz 2011. január 7-én forgatták le a videót, Sanaa Hamri rendezésével. A klip 2011. augusztus 28-án jelent meg, alig két nappal Rihanna másik, Cheers (Drink to That) című dalhoz készült videójának premierje után.

## Elért helyezések
| Slágerlista (2010)   | Legjobb helyezés |
| -------------------- | ---------------- |
| Canadian Hot 100     | 87               |
| UK Singles Chart     | 182              |
| US Billboard Hot 100 | 76               |